# Polystachya fulvilabia
Polystachya fulvilabia är en orkidéart som beskrevs av Rudolf Schlechter. Polystachya fulvilabia ingår i släktet Polystachya och familjen orkidéer. Inga underarter finns listade i Catalogue of Life.